# Antresola

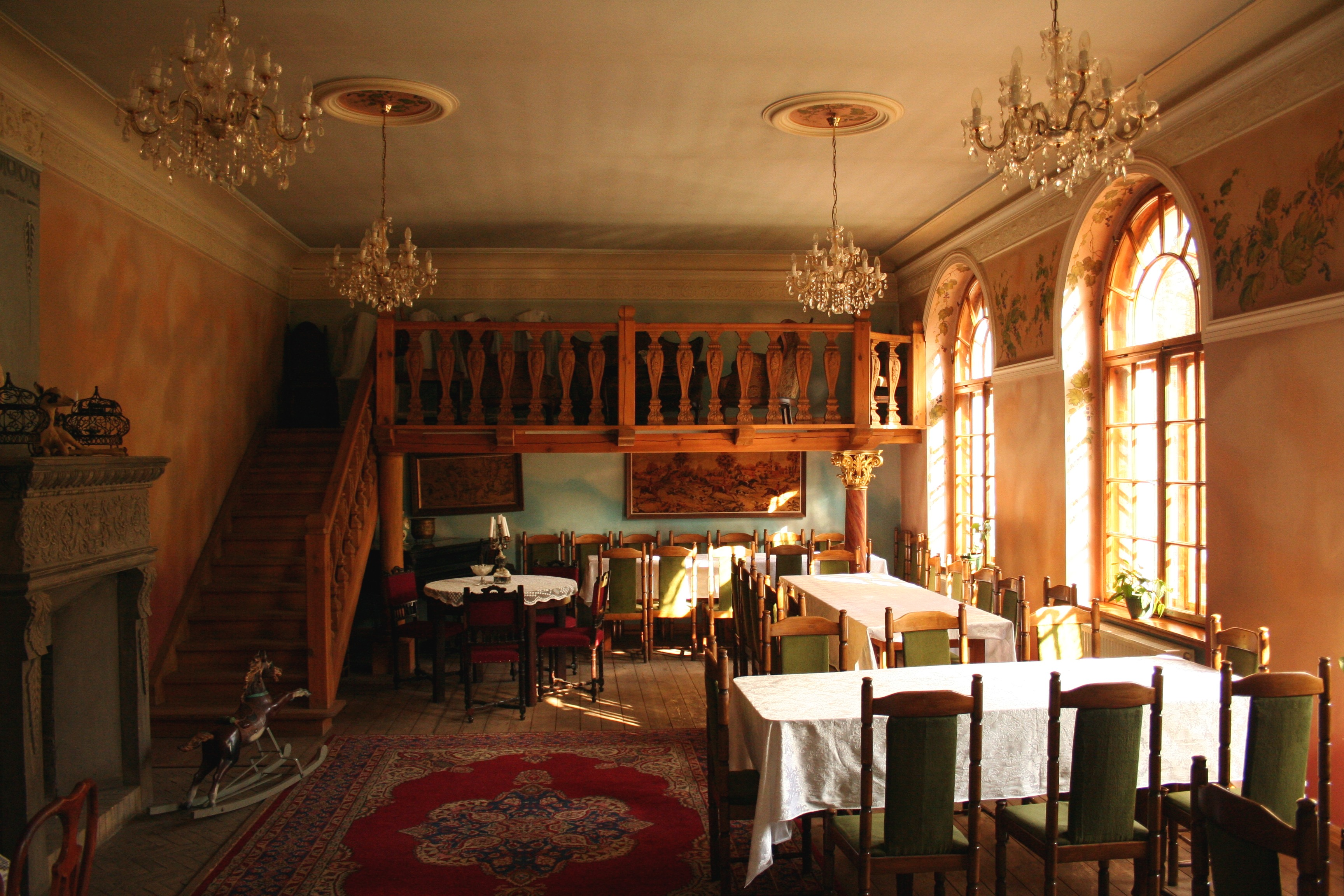
Antresola w restauracji (w tle)

Antresola (fr. entresol „międzypiętro”), półpiętro – pomieszczenie (mieszkalne, biurowe, magazynowe itp.) jedno- lub kilkupokojowe, wydzielone z przestrzeni parteru, piętra budynku mieszkalnego lub hali przemysłowej. Nie stanowi osobnej kondygnacji.
Zgodnie z prawem budowlanym antresola to górna część kondygnacji lub pomieszczenia znajdująca się nad przedzielającym je stropem pośrednim o powierzchni mniejszej od powierzchni tej kondygnacji lub pomieszczenia, niezamknięta przegrodami budowlanymi od strony wnętrza, z którego jest wydzielona.